# Treasure Island (1920)
Treasure Island é um filme mudo estadunidense de 1920, do gênero aventura, dirigido por Maurice Tourneur para a Paramount Pictures, com roteiro de Jules Furthman baseado no romance A Ilha do Tesouro, de Robert Louis Stevenson.
O filme é agora considerado perdido.

## Elenco
- Shirley Mason – Jim Hawkins
- Lon Chaney – Blind Pew / Merry
- Charles Ogle – Long John Silver
- Josie Melville – Sra. Hawkins
- Al W. Filson – Bill Bones
- Wilton Taylor – Black Dog
- Joseph Singleton – Israel Hands
- Bull Montana – Morgan
- Harry Holden – Capitão Smollett
- Sydney Deane – Squire Trelawney
- Charles Hill Mailes – Dr. Livesey